# Соловей (водоспад)
Солове́й — водоспад в Українських Карпатах, у Перечинському районі Закарпатської області. Один з Лумшорських водоспадів. Розташований на північний схід від села Лумшори, на річці Туричці (притока Тур'ї). 
Висота водоспаду — бл. 3 м. 
Водоспад утворився в місці, де потужний скельний блок перегородив річку Туричку. Між лівим берегом і скелею річка прорила похилий жолоб, по якому вода з гуркотом скочується до підніжжя скелі. Особливо мальовничий водоспад у часи повновіддя (після сильних злив або інтенсивного танення снігів). Тоді вся вода в жолоб не поміщається, а перекочується одним широким потоком через скельний блок. 

## Світлини

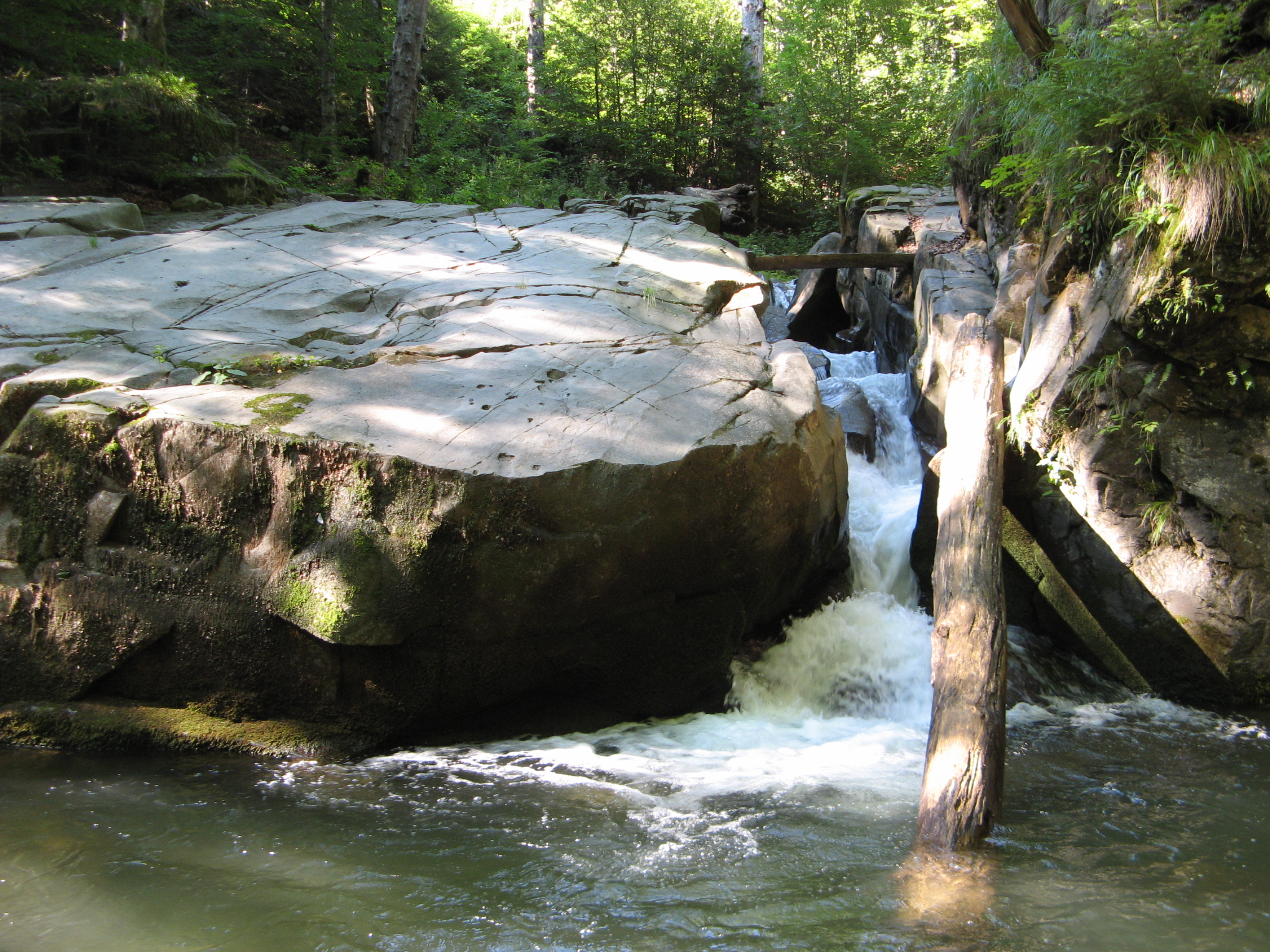
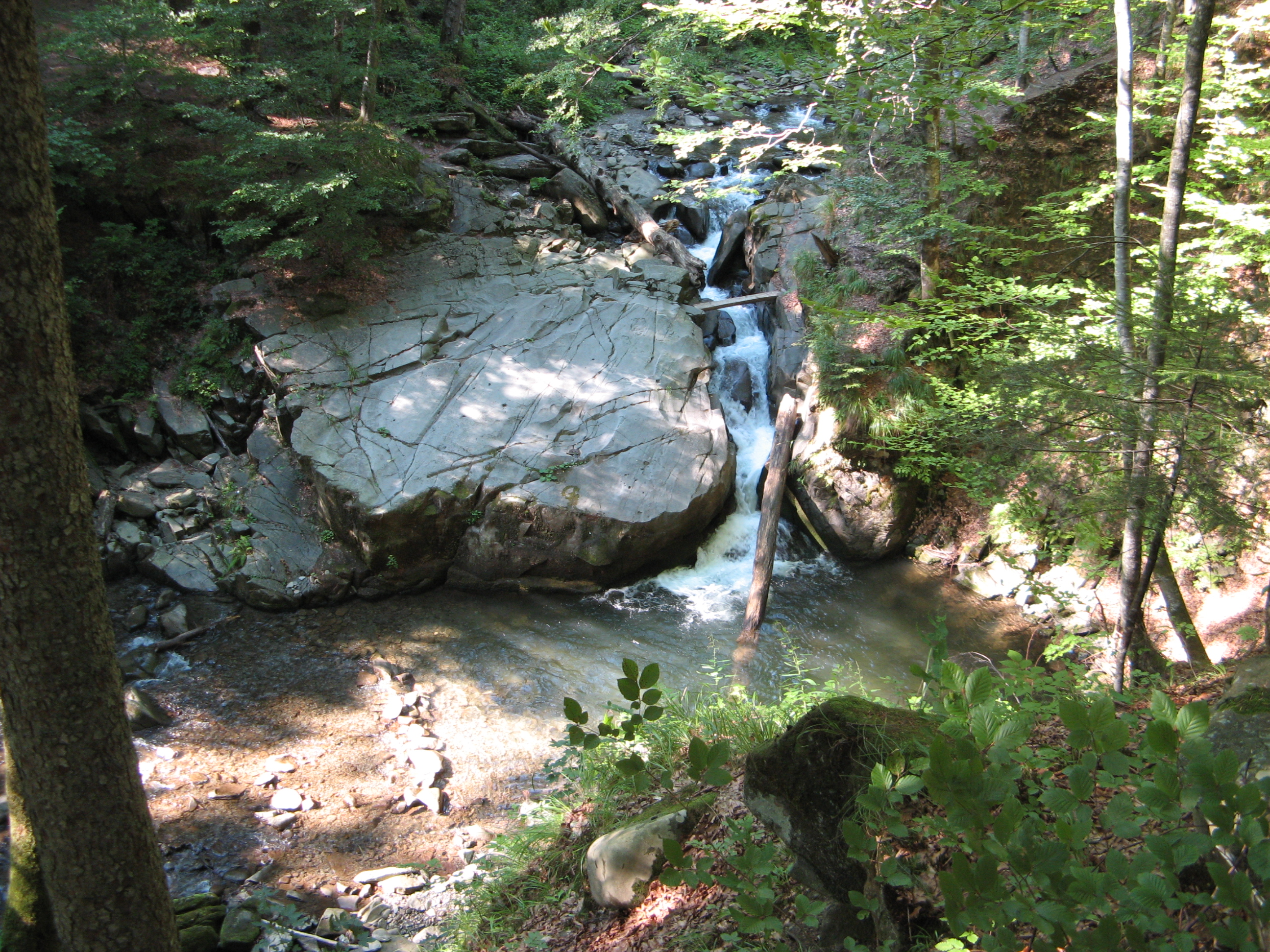